# Daniel Ríos
Daniel Armando Ríos Calderón, noto semplicemente come Daniel Ríos (Città del Messico, 22 febbraio 1995), è un calciatore messicano, attaccante dei Vancouver Whitecaps in prestito dal Guadalajara.

## Caratteristiche tecniche
È un difensore centrale.

## Carriera
Cresciuto nel settore giovanile del Guadalajara, ha esordito in prima squadra il 25 febbraio 2015 disputando l'incontro di Copa México vinto 1-0 contro l'Irapuato. Negli anni seguenti è stato ceduto in prestito al Coras de Nayarit (2 volte), allo Zacatepec ed ai Carolina RailHawks, prima di essere acquistato a titolo definitivo dal Nashville il 20 novembre 2018, primo acquisto della nuova compagine che dal 2020 militerà in MLS.